# Nha Trang

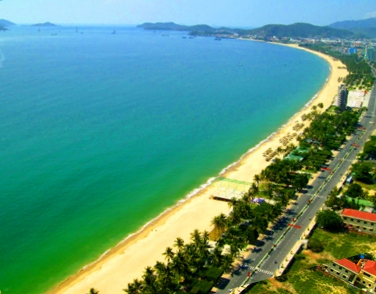
Sandstranden i Nha Trang.

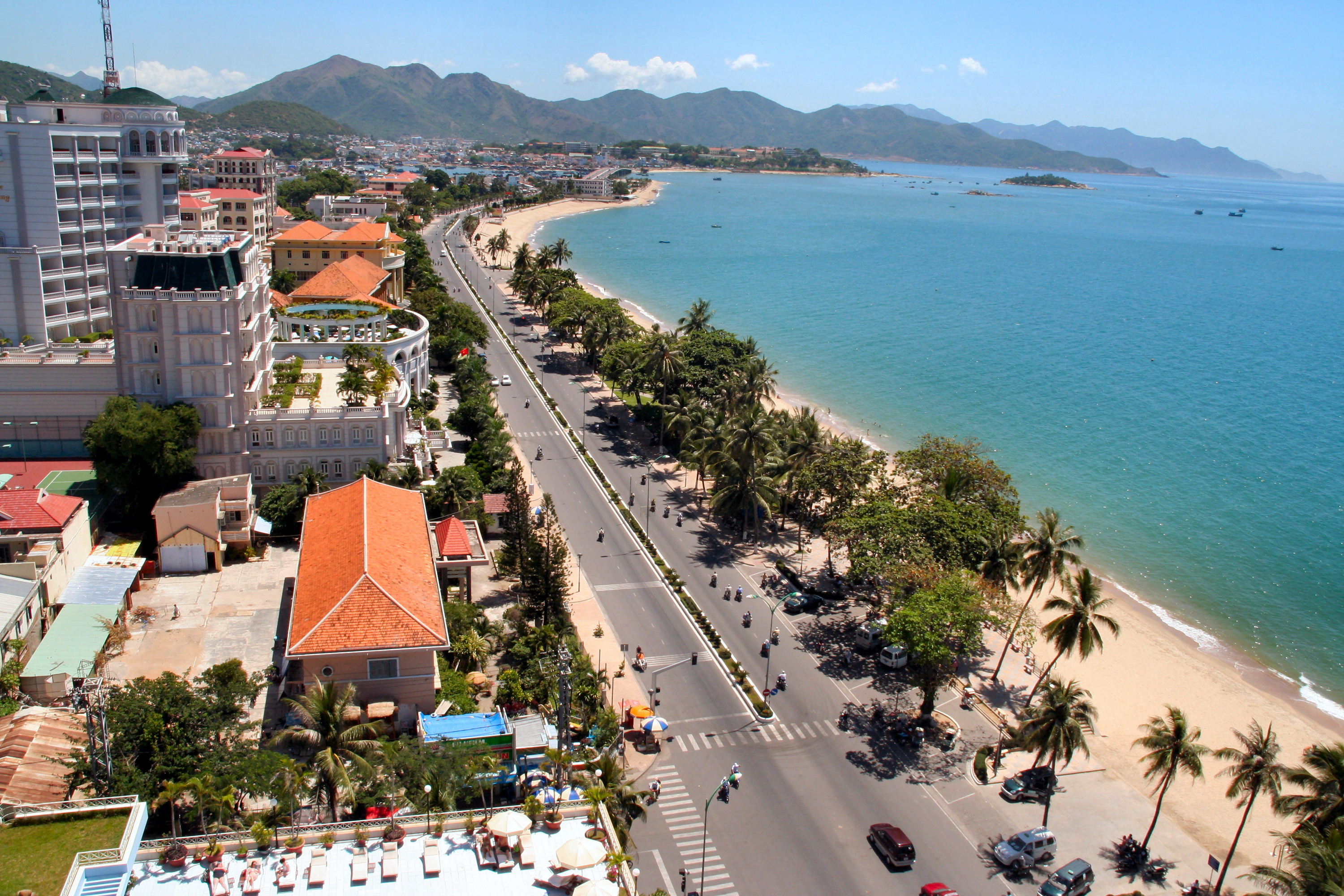
Nha Trang.

Nha Trang är en stad i Vietnam och är huvudstad i provinsen Khanh Hoa. Folkmängden uppgick till 392 279 invånare vid folkräkningen 2009, varav 292 693 invånare bodde i själva centralorten. Staden är en populär turiststad med såväl vietnameser som utlänningar som besökare. I Champariket var staden känd som Kauthara och Po Nagar-tornet från den tiden är ett viktigt turistmål. Miss Universum-tävlingen 2008 och Miss Earth-tävlingen 2010 hölls i Nha Trang.
Platsen där Nha Trang ligger var länge glest befolkad. Nha Trang fick status som stad av fransmännen 1937 och blev centralort i Khanh Hoa-provinsen. När staden hamnade i Sydvietnam efter landets delning återtogs utnämningen till stad 1958, för att 1970 återfå denna status. Den 2 april 1975 erövrades staden av Nordvietnam.
Efter liberaliseringen av Vietnam har Nha Trang fått ett ekonomiskt uppsving med den ökande turismen. Idag är staden ett av de mest kända turistmålen i Vietnam. Tågen mellan Hanoi och Ho Chi Minh-staden stannar här och flyg finns till de större städerna. 